# Benjamin Boakye
Benjamin Bediako Boakye (* 7. März 2005 in Pforzheim) ist ein deutsch-ghanaischer Fußballspieler.

## Karriere

### Verein
Vom TSV Sielmingen ging Benjamin Boakye in der Jugend 2014 zu den Stuttgarter Kickers, die er zum Jahresende 2015 wieder verließ. Daraufhin schloss er sich dem VfB Stuttgart an. In der Endrunde der B-Junioren-Bundesliga 2021/22 erzielte Benjamin Boakye im Halbfinal-Hinspiel den Treffer zum 1:0-Endstand und wurde mit dem VfB Deutscher U17-Vizemeister. Am 13. Oktober 2023 verlängerte er seinen Vertrag in Stuttgart.
In der 3. Profi-Liga debütierte Boakye am 3. August 2024 mit der zweiten Mannschaft des VfB Stuttgart am 1. Spieltag der Saison 2024/25 gegen Hansa Rostock und erzielte dabei den Treffer zum 1:1-Endstand.
Am 27. November 2024 gab Boakye beim Champions-League-Spiel gegen Roter Stern Belgrad sein Debüt für die Profimannschaft des VfB.
Im Juli 2025 wechselte er zu Arminia Bielefeld.

### Nationalmannschaft
Im November 2022 gewann Benjamin Boakye mit der deutschen U18-Nationalmannschaft ein Vier-Nationen-Turnier im HaMoshava-Stadion. Hierbei erzielte er gegen die Vereinigten Arabischen Emirate einen Treffer.